# 諾托半島短吻獅子魚
諾托半島短吻獅子魚，為輻鰭魚綱鮋形目杜父魚亞目獅子魚科的其中一種，分布於西北太平洋日本岩手縣外海海域，體長可達18.2公分，棲息在底中層水域，生活習性不明。

## 擴展閱讀
維基物種上的相關：諾托半島短吻獅子魚